# Chi Lãnh sam

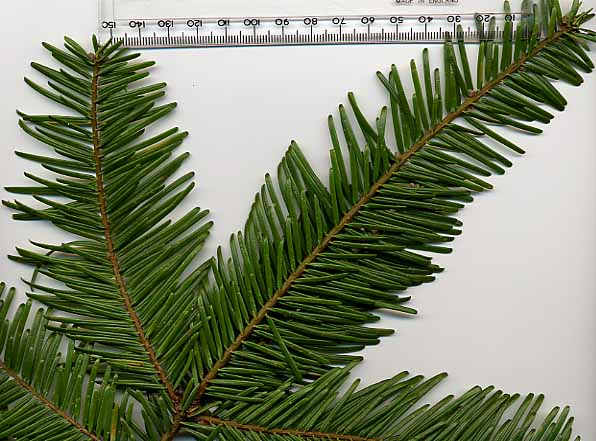
Bộ lá của Abies grandis.

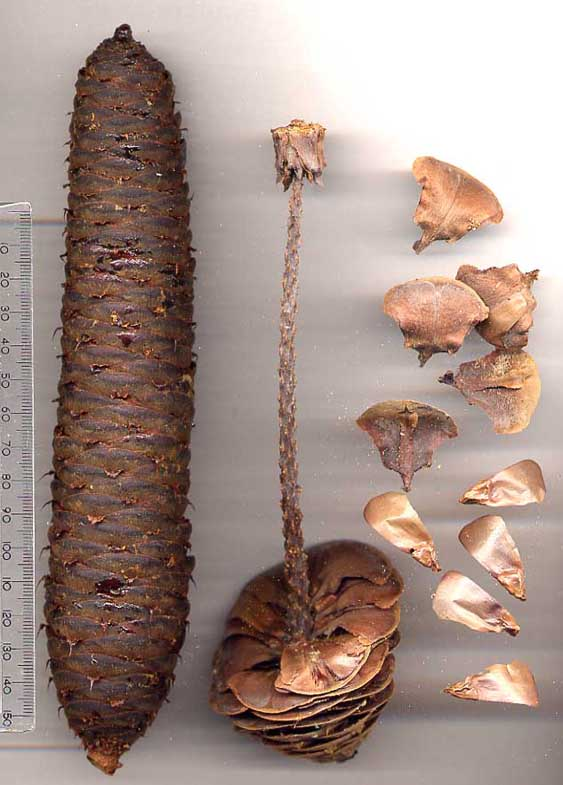
Nón của lãnh sam Bulgari trước và sau khi bị tan rã

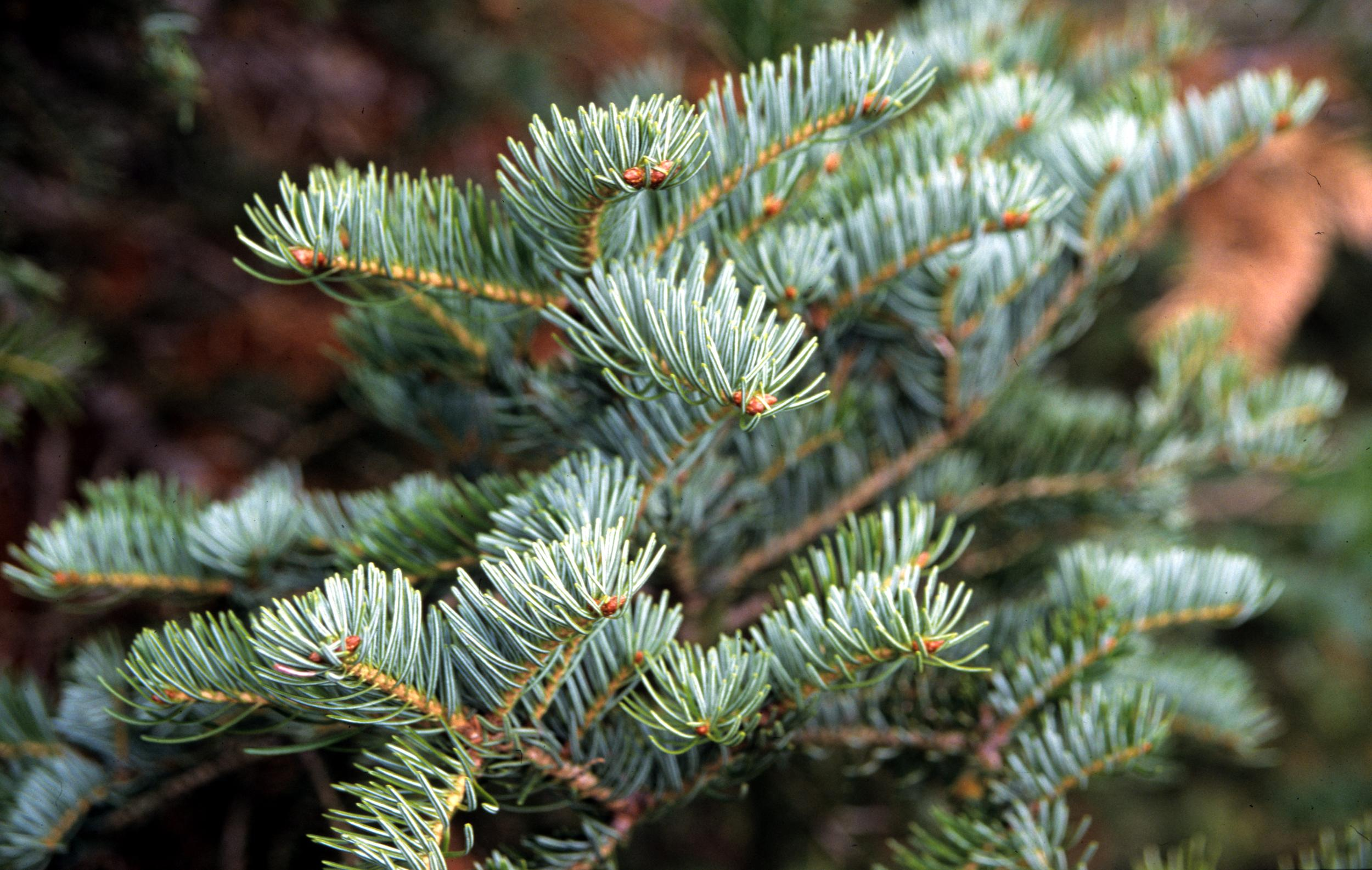
Tán lá của Abies alba từ rừng linh sam đá vôi Dinaric trên đỉnh Orjen.

Chi Lãnh sam, gốc tiếng TQ: 冷杉, còn bị phiên âm sai thành Linh sam (có thể do chữ 冷 - lãnh có 1 âm Nôm là "linh" hoặc nhầm lãnh - 冷 thành linh - 泠, "lãnh" nghĩa là lạnh, tên linh sam được từ điển Hồ Ngọc Đức, Babylon ghi nhận) (danh pháp khoa học: Abies) là một chi của khoảng 45-55 loài cây có quả nón và thường xanh trong họ Thông (Pinaceae). Ở Việt Nam, tên linh sam bị gán sai cho cây Ba chia/ba gai thuộc họ Đậu, do một người chơi cây đặt sai và trở thành tên sai phổ biến. Tất cả các loài đều là cây thân gỗ, cao khoảng 10–80 m và đường kính thân cây khoảng 0,5–4 m khi trưởng thành. Lãnh sam có thể được phân biệt với các thành viên khác của họ thông nhờ các yếu tố như các lá hình kim của chúng được gắn với các cành nhỏ bằng gốc lá giống như một giác mút nhỏ, hay các quả nón mọc thẳng, hình trụ, dài 5–25 cm bị tan rã ra khi chín để giải phóng các hạt nhỏ có cánh. Việc nhận dạng các loài dựa trên kích thước và sự sắp xếp của các lá, hay kích thước và hình dạng của quả nón cũng như việc các vảy lá bắc là dài, thò ra hoặc ngắn và bị che khuất trong nón. Chúng có quan hệ họ hàng gần gũi nhất với tuyết tùng (chi Cedrus). Lãnh sam được tìm thấy tại phần lớn khu vực Trung và Bắc Mỹ, châu Á, châu Âu và Bắc Phi, trong các dãy núi thuộc phần lớn các khu vực này.
Lãnh sam bị ấu trùng của một số loài côn trùng thuộc bộ Lepidoptera phá hại, như Chionodes abella (thấy trên lãnh sam trắng), Epirrita autumnata, Korscheltellus gracilis (phá hại lãnh sam nhựa thơm), Ectropis crepuscularia, Eupithecia subfuscata, Erannis defoliaria và Panolis flammea.

## Phân loại
- Nhánh Balsamea (rừng taiga, miền cận Bắc cực của châu Á và Bắc Mỹ, cũng như các núi cao ở phía nam)
  - Abies fraseri - lãnh sam Fraser
  - Abies balsamea - lãnh sam nhựa thơm
    - Abies balsamea thứ phanerolepis - lãnh sam Canaan

  - Abies bifolia - lãnh sam núi đá cận núi cao
  - Abies lasiocarpa - lãnh sam ven biển cận núi cao
    - Abies lasiocarpa thứ arizonica - lãnh sam vỏ bần

  - Abies sibirica - lãnh sam Siberi
  - Abies sachalinensis - lãnh sam Sakhalin
  - Abies koreana - lãnh sam Hàn Quốc
  - Abies nephrolepis - lãnh sam Khinghan
  - Abies veitchii - lãnh sam Veitch
    - Abies veitchii thứ sikokiana - lãnh sam Shikoku
- Nhánh Grandis (miền tây Bắc Mỹ tới Mexico và Guatemala, các vùng đất thấp ở phía bắc, cao độ trung bình ở phía nam)
  - Abies grandis - lãnh sam lớn hay đại lãnh sam
    - Abies grandis thứ idahoensis - lãnh sam lớn

  - Abies concolor - lãnh sam trắng
    - Abies concolor phân loài lowiana - lãnh sam trắng Low

  - Abies durangensis - lãnh sam Durango
    - Abies durangensis thứ coahuilensis - lãnh sam Coahuila

  - Abies flinckii - lãnh sam Jalisco
  - Abies guatemalensis - lãnh sam Guatemala
- Nhánh Abies (trung, nam & Đông Âu, Tiểu Á)
  - Abies nebrodensis - lãnh sam Sicilia
  - Abies alba - lãnh sam bạc
  - Abies borisii-regis - lãnh sam Bulgari
  - Abies cephalonica - lãnh sam Hy Lạp
  - Abies nordmanniana - lãnh sam Nordmann hay lãnh sam Caucas
    - Abies nordmanniana phân loài equi-trojani - lãnh sam Thổ Nhĩ Kỳ

  - Abies cilicica - lãnh sam Cilicia
- Nhánh Piceaster (miền nam Tây Ban Nha, tây bắc châu Phi)
  - Abies pinsapo - lãnh sam Tây Ban Nha
    - Abies pinsapo thứ marocana - linh sam Morocco

  - Abies numidica - lãnh sam Algeria
- Nhánh Momi (miền đông và Trung Á, Himalaya, nói chung ở các cao độ thấp và vừa)
  - Abies kawakamii - lãnh sam Đài Loan
  - Abies homolepis - lãnh sam Nikko
  - Abies recurvata - lãnh sam Min
    - Abies recurvata thứ ernestii - lãnh sam Min

  - Abies firma - lãnh sam Momi
  - Abies beshanzuensis - lãnh sam Bách Sơn Tổ
  - Abies holophylla - lãnh sam Mãn Châu
  - Abies chensiensis - lãnh sam Tần Lĩnh
    - Abies chensiensis phân loài salouenensis - lãnh sam Salween

  - Abies pindrow - lãnh sam Pindrow
  - Abies ziyuanensis - lãnh sam Tư Nguyên
- Nhánh Amabilis (các dãy núi ven Thái Bình Dương, Bắc Mỹ và Nhật Bản, trong các dãy núi có lượng mưa lớn)
  - Abies amabilis - lãnh sam bạc Thái Bình Dương
  - Abies mariesii - lãnh sam Maries
- Nhánh Pseudopicea (Himalaya, ở cao độ lớn)
  - Abies delavayi - lãnh sam Delavay (tại Việt Nam gọi 1 phân loài là vân sam Phan xi phăng)
  - Abies fabri - lãnh sam/ lãnh sam Faber
  - Abies forrestii - lãnh sam Forrest
  - Abies chengii - lãnh sam Cheng
  - Abies densa - lãnh sam Bhutan
  - Abies spectabilis - lãnh sam đông Himalaya
  - Abies fargesii - lãnh sam Farges
  - Abies fanjingshanensis - lãnh sam Phạm Tịnh sơn
  - Abies yuanbaoshanensis - lãnh sam Nguyên Bảo sơn
  - Abies squamata - lãnh sam Flaky
- Nhánh Oiamel (México, các núi có cao độ lớn)
  - Abies religiosa - lãnh sam linh thiêng
  - Abies vejarii - lãnh sam Vejar
    - Abies vejarii thứ mexicana - lãnh sam Mexico

  - Abies hickelii - lãnh sam Hickel
    - Abies hickelii thứ oaxacana - lãnh sam Oaxaca
- Nhánh Nobilis (miền tây Hoa Kỳ, cao độ lớn)
  - Abies procera - lãnh sam Noble
  - Abies magnifica - lãnh sam đỏ
    - Abies magnifica thứ shastensis - lãnh sam đỏ Shasta
- Nhánh Bracteata (ven biển của California)
  - Abies bracteata - lãnh sam quả cứng

## Sử dụng
Gỗ của phần lớn các loài lãnh sam được coi là kém chất lượng, thông thường để làm bột giấy hoặc sản xuất gỗ dán và các loại gỗ mộc thô. Lãnh sam Nordmann, lãnh sam Noble, lãnh sam Fraser và lãnh sam nhựa thơm rất phổ biến trong vai trò của cây thông Giáng Sinh, nói chung được coi là các loài cây tốt nhất cho mục đích này, với các tán lá thơm mà không rụng nhiều lá khi bị khô đi. Nhiều loài được sử dụng làm cây trang trí trong vườn, đáng chú ý là lãnh sam Hàn Quốc và lãnh sam Fraser, chúng sinh ra các quả nón có màu sắc sáng màu khi còn non, thậm chí khi chỉ cao 1–2 m.